# Vincenzo Trucco

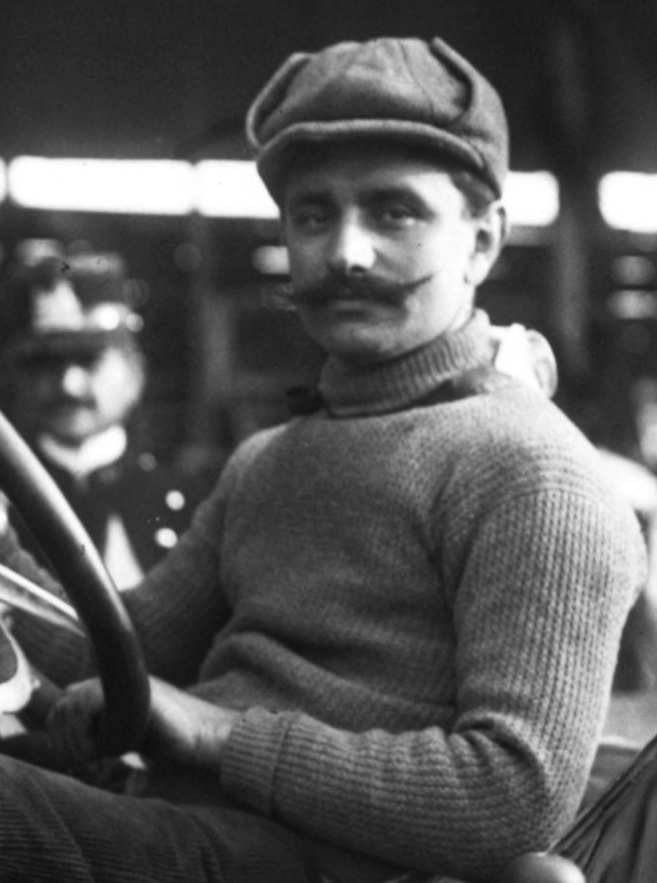
Vincenzo Trucco 1908 bei der Targa Florio

Vincenzo Trucco (bl. 1900er-, 1910er- und 1920er-Jahre; * in Mailand) war ein italienischer Automobilrennfahrer.

## Karriere

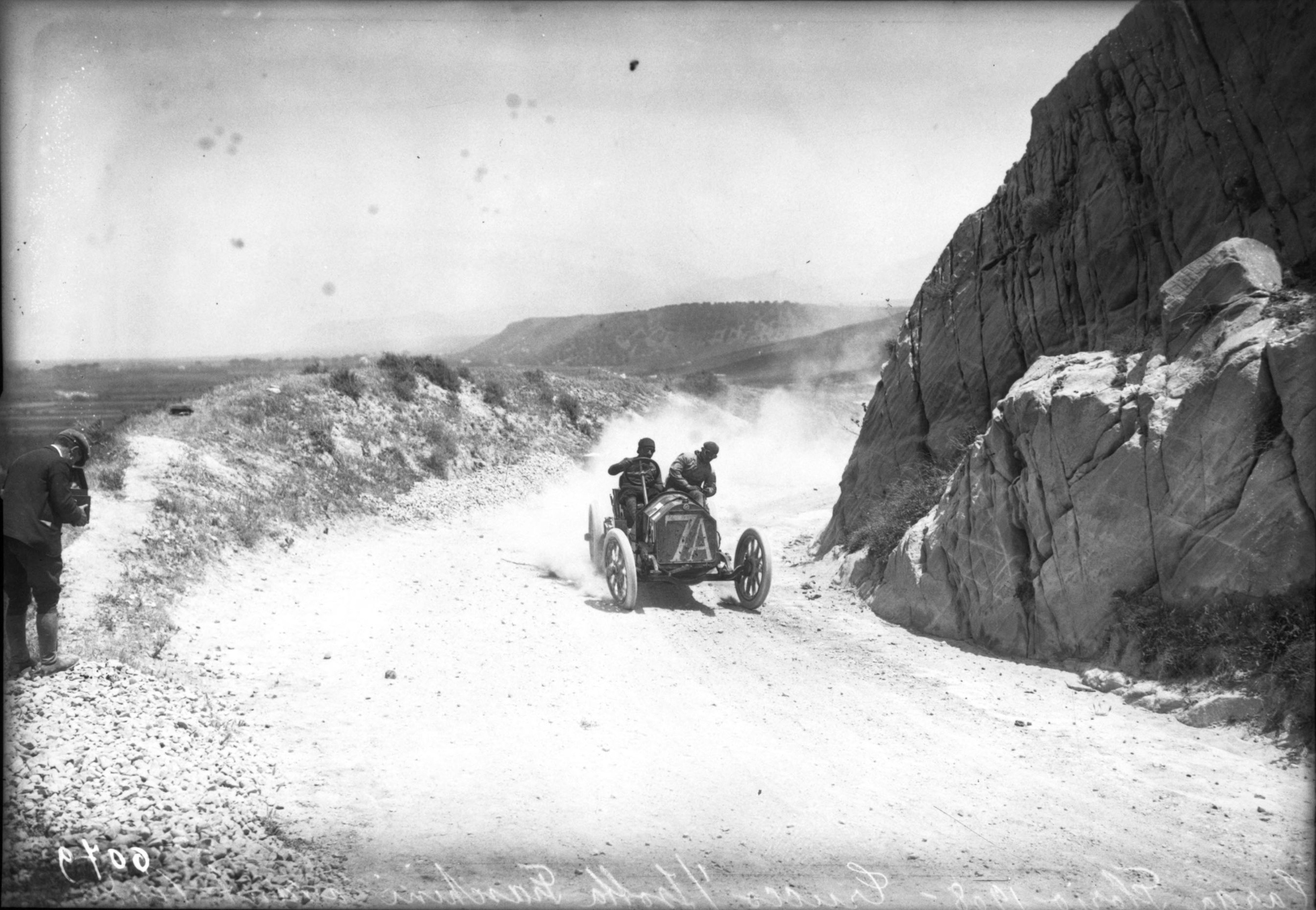
Trucco auf Isotta Fraschini bei der Targa Florio 1908

Der Mailänder Trucco war Test- und Werksfahrer bei Isotta Fraschini, die in seiner Heimatstadt ansässig waren. Ab 1905 startete er für den Hersteller mit dem Tipo D bei Rennveranstaltungen.
Im Jahr 1908 gewann Trucco auf Sizilien die dritte Auflage der Targa Florio. Er siegte in dem über drei Runden auf dem 148,823 km langen Grande circuito delle Madonie ausgetragenen Rennen in 7 Stunden, 49 Minuten und 26 Sekunden, was einer Durchschnittsgeschwindigkeit von 57,063 km/h entspricht. Zweiter wurde Vincenzo Lancia auf Fiat, als Dritter kam Ernesto Ceirano auf SPA ein. Im selben Jahr beendete er auf einem 13,5-Liter-Lorraine-Dietrich Type FR 2 die Coppa Florio in Bologna auf Rang zwei hinter Felice Nazzaro (Fiat). Sein Beifahrer in diesem Rennen war der 20-jährige Alfieri Maserati. Isotta Fraschini gehörte ab 1907 kurzzeitig zu Lorraine-Dietrich. 
Nachdem er sich vordergründig seinem Beruf als Testfahrer gewidmet hatte, startete Vincenzo Trucco im Jahr 1913 beim 500-Meilen-Rennen von Indianapolis für Isotta Fraschini, schied aber mit technischen Problemen aus. Seine Karriere dauerte mindestens bis 1923 an, als er auf Isotta Fraschini den II Gran Premio del turismo in der IV categoria auf der Hochgeschwindigkeitsbahn in Monza gewann.
Vincenzo Trucco war Freund und Mentor von Alfieri Maserati, mit dem er eine Zündkerze patentieren ließ.